# Brian Duffy (photographe)
Pour les articles homonymes, voir Brian Duffy (homonymie) et Duffy.
Brian Duffy (né le 15 juin 1933 à Londres, mort le 31 mai 2010) est un photographe de mode et portraitiste anglais. Il reste plus particulièrement reconnu pour ses images des années 1960 et 1970. Avec Terence Donovan et David Bailey, il est l'un des trois photographes essentiels du Swinging London, le trio renouvelant alors les principes de la photographie de mode,,,. C'est lors d'une séance photo qu'il réalise que Jean Shrimpton et David Bailey se rencontrent.